# Rupert Shipperley
Rupert Shipperley né le 21 novembre 1992 à Cwmbran, est un joueur de hockey sur gazon gallois et britannique. Il évolue au poste de milieu de terrain ou d'attaquant au Hampstead & Westminster HC et avec les équipes nationales galloise et britannique.

## Carrière

### Championnat d'Europe
- Top 8 : 2019, 2021

### Jeux olympiques
- Top 8 : 2020